# Guillermo García (calciatore)
Guillermo García (San Salvador, 4 agosto 1969) è un ex calciatore salvadoregno, di ruolo centrocampista.

## Carriera

### Nazionale
Ha debuttato in Nazionale nel 1997. Ha messo a segno la sua prima rete con la maglia della Nazionale il 18 agosto 1999, nell'amichevole Grecia-El Salvador (3-1), siglando la rete del momentaneo 1-1 su calcio di rigore al minuto 52. Ha partecipato, con la Nazionale, alla CONCACAF Gold Cup 2002. Ha collezionato in totale, con la maglia della Nazionale, 40 presenze e una rete.

## Palmarès

### Club

#### Competizioni nazionali
- Campionato salvadoregno di calcio: 3

Luis Ángel Firpo: 1997-1998, 1998-1999, 1999-2000